# Wargatek sanitarnik
Wargatek sanitarnik, wargatek czyściciel (Labroides dimidiatus) – gatunek ryby okoniokształtnej z rodziny wargaczowatych (Labridae), znany jako ryba czyściciel. Hodowany w akwariach morskich.

## Zasięg występowania
Morze Czerwone i Ocean Indyjski wzdłuż wybrzeży Afryki, zachodnia część Oceanu Spokojnego wzdłuż południowych i zachodnich wybrzeży Australii. Związany z rafami koralowymi. Występuje na głębokościach od 1–40 m p.p.m.

## Opis
Niewielka ryba o wydłużonym ciele. Osiąga maksymalnie kilkanaście centymetrów długości. Na jasnoniebieskim ciele od otworu gębowego do ogona ciągnie się charakterystyczny ciemny pas. Grzbiet jasnożółty. Samice są zdolne do zmiany płci (hermafrodytyzm).

## Tryb życia

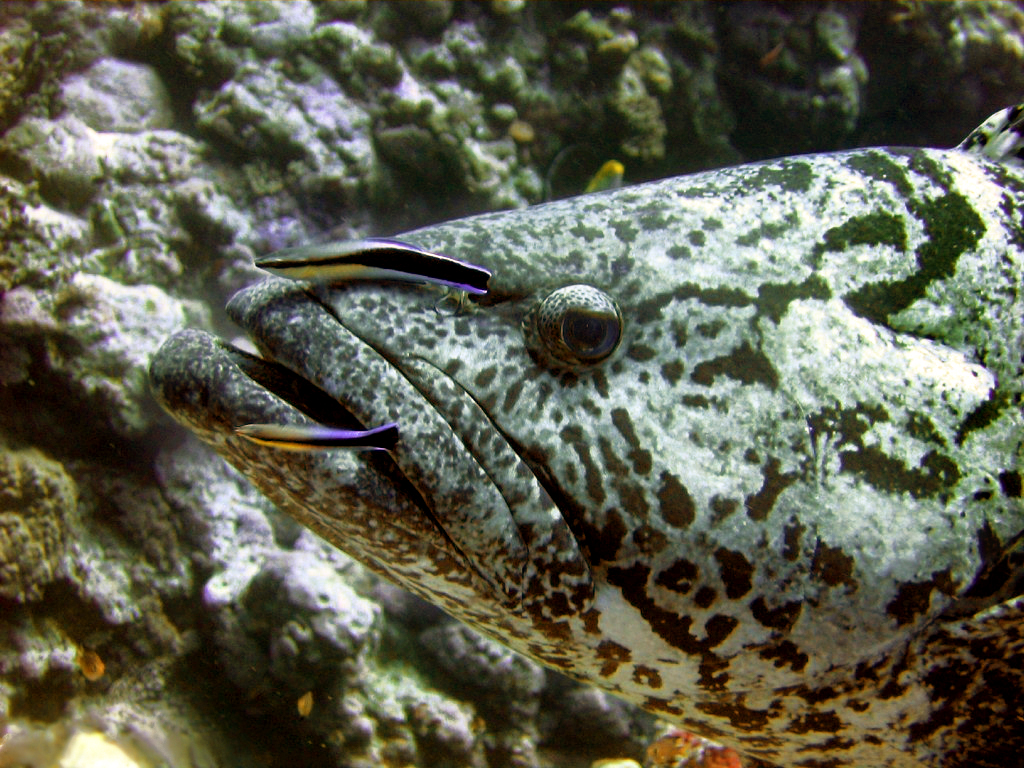
Wargatki oczyszczające strzępiela Epinephelus tukula

Wargatek sanitarnik żywi się pasożytami skórnymi innych ryb. Pełni tym samym funkcję czyściciela. Wargatki zajmują stałe pozycje (tzw. cleaning stations) w dobrze widocznych miejscach nad rafą i kontrastowym ubarwieniem oraz charakterystycznym – przypominającym taniec – zachowaniem zwracają na siebie uwagę większych ryb. Podpływające ryby – m.in. rekiny, mureny, strzępiele – nie zjadają wargatków lecz pozwalają im się oczyścić z pasożytów zewnętrznych skóry, płetw, skrzeli i jamy gębowej, z obumarłej skóry oraz z resztek pokarmowych tkwiących pomiędzy zębami. 
Stacje sanitarne wargatków są obsługiwane zwykle przez kilka dorosłych osobników i grupę młodzieży. Starsze wargatki spotykane są samotnie i wówczas wykazują zachowania terytorialne. 
Gatunkiem podszywającym się wyglądem pod wargatka sanitarnika jest Aspidontus taeniatus – ryba, która wykorzystując podobieństwo ubarwienia atakuje podpływające ryby i odgryza im kawałki płetw lub skóry.